# Стадион Сентенарио
Стадион Сентенарио (шп. Estadio Centenario) је стадион у Монтевидеу, главном граду Уругваја. Стадион је грађен између 1929. и 1930. за потребе првог Светског првенства у фудбалу 1930, као и да би се обележила стогодишњица од првог Устава Уругваја. Имао је капацитет за 100.000 гледалаца када је отворен, док данас има капацитет од 76.609 места.
Поред Светског првенства 1930, Сентенарио је био домаћин и Јужноамеричког првенства 1942, 1956, 1967. и 1995. године. Тренутно стадион користи фудбалска репрезентација Уругваја за домаће утакмице, као и ФК Пењарол (има свој стадион, али не игра на њему од 1997), док ФК Насионал Монтевидео користи стадион само за веће утакмице.
Стадионом управља Административна комисија Службеног поља, која је састављена од три члана Фудбалског савеза Уругваја и два Општине Монтевидео.

## Историја
Стадион Сентенарио је дизајнирао уругвајски архитекта Хуан Антонио Сказо. Изградња стадиона је почела 21. јула 1929. и уз помоћ имигрантских радника је изграђен у рекордном времену од 9 месеци. Грађен је посебно за организацију првог Светског првенства у фудбалу 1930, а његово име потиче од прославе 100 година од доношења првог Устава Уругваја (1830).
У почетку је било планирано да на Сентенарију буду одигране све утакмице Светског првенства. Међутим, обилне кише у Монтевидеу су спречиле завршетак изградње стадиона, па је неколико утакмица одиграно и на стадиону Поситос од Пењарола и Гран Парк Сентралу од Насионала.
Стадион је отворен 18. јула 1930. утакмицом Уругваја и Перуа пред 85 хиљада гледалаца, у којој је домаћа селекција победила са 1:0 голом Ектора Кастра. У финалу Светског првенства су се састали Уругвај и Аргентина, а домаћа селекција је пред рекордних 93.000 гледалаца савладала Аргентину са 4:2.
И клупска фудбалска историја Уругваја је уско повезана са стадионом у Монтевидеу, јер је стадион био домаћин више мечева два најјача клуба у држави, Пењарола и Насионала.

## Трибине
Стадион има четири трибине раздвојене са четири пролаза. Главна трибина се зове „Олимпијска трибина“ (Tribuna Olimpica), а тај назив је добила јер је репрезентација Уругваја освојила два олимпијска злата заредом 1924. и 1928. То је највећа трибина и има капацитет од 21.648 места. У оквиру Олимпијске трибине се налази и Музеј фудбала, који је отворен децембра 1975. године. Музеј заузима 3.000 m² на два спрата.
Ту су још и тзв. популарне трибине, назване тако јер су то углавном најјефтинија места, а то су: трибина „Коломб“ (Tribuna Colombes), у част града у Француској где је национални тим постао олимпијски првак 1924; трибина „Амстердам“ (Tribuna Amsterdam), пошто је тамо национални тим постао олимпијски првак по други пут 1928. Трибина Коломб има капацитет од 16.414 места, док Амстердам има 16.423 места.Трибина „Америка“ (Tribuna America) се налази паралелно са Олимпијском трибином. Ту се налазе ВИП и новинарске ложе, а укупан капацитет трибине Америка је 10.750 места.

## Утакмице Светског првенства 1930.
На Светском првенству у фудбалу 1930. стадион је био домаћин укупно десет утакмица, седам утакмица такмичења по групама, оба полуфинала и финала.
| Датум         | Време | 1. Тим    | Рез.  | 2. Тим           | Коло       | Гледалаца |
| ------------- | ----- | --------- | ----- | ---------------- | ---------- | --------- |
| 18. јул 1930. | 14:30 | Уругвај   | 1 – 0 | Перу             | Група 3    | 85.000    |
| 19. јул 1930. | 12:50 | Чиле      | 1 – 0 | Француска        | Група 1    | 50.000    |
| 19. јул 1930. | 15:00 | Аргентина | 6 – 3 | Мексико          | Група 1    | 50.000    |
| 20. јул 1930. | 13:00 | Бразил    | 4 – 0 | Боливија         | Група 2    | 12.000    |
| 20. јул 1930. | 15:00 | Парагвај  | 1 – 0 | Белгија          | Група 4    | 12.000    |
| 21. јул 1930. | 14:50 | Уругвај   | 4 – 0 | Румунија         | Група 3    | 80.000    |
| 22. јул 1930. | 14:45 | Аргентина | 3 – 1 | Чиле             | Група 1    | 35.000    |
| 26. јул 1930. | 14:45 | Аргентина | 6 – 1 | Сједињене Државе | Полуфинале | 60.000    |
| 27. јул 1930. | 14:45 | Уругвај   | 6 – 1 | Југославија      | Полуфинале | 80.000    |
| 30. јул 1930. | 15:30 | Уругвај   | 4 – 2 | Аргентина        | Финале     | 93.000    |

## Остала такмичења

### Репрезентације
Поред Светског првенства 1930, Сентенарио је био поприште неколико других великих међународних турнира. Од трофеја светског првака 1930. Уругвај је наставио са освајањем свих међународних такмичењима одржаних на Сентенарију.
- Јужноамеричко првенство 1942.
- Јужноамеричко првенство 1956.
- Јужноамеричко првенство 1967.
- Златни куп светских првака 1980. (Мундијалито)
- Амерички куп 1995

Поред тога, један од два меча финала Америчког купа 1983. између Уругваја и Бразила је одигран на Сентенарију. Уругвај је победио 2:0 код куће и са 1:1 у Бразилу освојио трофеј.

### Клубови
С обзиром да се у Јужној Америци финала међународних клупских такмичења играју у две утакмице (код куће и у гостима), свако учешће у финалу два најјача уругвајска клуба, Пењарола и Насионала, гарантовало је Сентенарију домаћинство једног финала. До 1979. и финала Интерконтиненталног купа су одржавана на исти начин, тако да је Сентенарио био домаћин и неколико финала овог такмичења. Поред тога, до 1987. трећи меч Купа Либертадорес је игран на неутралном терену, а ако у финалу није било уругвајских клубова он је обично игран на Сентенарију. Уругвајски клубови су такође стизали до финала других међународних такмичења, као што су Суперкуп Либертадорес и Куп КОНМЕБОЛ.
Финала главних међународних клупских такмичења играна на Сентенарију:
| Год.  | Такмичење              | Клуб домаћин        | Противник         |
| ----- | ---------------------- | ------------------- | ----------------- |
| 1960. | Куп Либертадорес       | Пењарол             | Олимпија Асунсион |
| 1960. | Интерконтинентални куп | Пењарол             | Реал Мадрид       |
| 1961  | Куп Либертадорес       | Пењарол             | Палмеирас         |
| 1961. | Интерконтинентални куп | Пењарол             | Бенфика           |
| 1961. | Интерконтинентални куп | Пењарол             | Бенфика           |
| 1962. | Куп Либертадорес       | Пењарол             | Сантос            |
| 1964. | Куп Либертадорес       | Насионал Монтевидео | Индепендијенте    |
| 1965. | Куп Либертадорес       | Пењарол             | Индепендијенте    |
| 1966. | Куп Либертадорес       | Пењарол             | Ривер Плејт       |
| 1966. | Интерконтинентални куп | Пењарол             | Реал Мадрид       |
| 1967. | Куп Либертадорес       | Насионал            | Расинг            |
| 1967. | Интерконтинентални куп | Расинг              | Селтик            |
| 1968. | Куп Либертадорес       | Естудијантес        | Палмеирас         |
| 1969. | Куп Либертадорес       | Насионал            | Естудијантес      |
| 1970. | Куп Либертадорес       | Пењарол             | Естудијантес      |
| 1971. | Куп Либертадорес       | Насионал            | Естудијантес      |
| 1971. | Интерконтинентални куп | Насионал            | Панатинаикос      |
| 1973. | Куп Либертадорес       | Индепендијенте      | Коло Коло         |
| 1977. | Куп Либертадорес       | Бока јуниорс        | Крузеиро          |
| 1980. | Куп Либертадорес       | Насионал            | Интернасионал     |
| 1981. | Куп Либертадорес       | Фламенго            | Кобрелоа          |
| 1982. | Куп Либертадорес       | Пењарол             | Кобрелоа          |
| 1983. | Куп Либертадорес       | Пењарол             | Гремио            |
| 1987. | Куп Либертадорес       | Пењарол             | Америка Кали      |
| 1988. | Куп Либертадорес       | Насионал            | Њуелс Олд Бојс    |
| 1989. | Рекопа Судамерикана    | Насионал            | Расинг            |
| 1990. | Суперкуп Либертадорес  | Насионал            | Олимпија Асунсион |
| 1993. | Куп КОНМЕБОЛ           | Пењарол             | Ботафого          |
| 1994. | Куп КОНМЕБОЛ           | Пењарол             | Сао Пауло         |
| 2011. | Куп Либертадорес       | Пењарол             | Сантос            |

- Курзивом су означена додатна финала на неутралном терену.
- Подебљано означава клубове који су на крају освојили такмичење.